# Профт, Пэт
Пэт Профт (англ. Pat Proft; полное имя — Patrick Proft; родился 3 апреля 1947) — американский сценарист. Известен прежде всего по авторству сценария к первой части «Полицейской академии», а также по сотрудничеству с Джимом Абрахамсом в качестве сценариста к фильмам «Горячие головы!», «Горячие головы! Часть вторая» и с Дэвидом Цукером в качестве сценариста к фильмам «Голый пистолет», «Очень страшное кино 3».
Ввиду длительной и тесной работы с Джимом Абрахамсом и братьями Цукер иногда Пэта Профта называют четвёртым участником трио Цукер-Абрахамс-Цукер.
Также Пэт Профт известен по немалому количеству совместных работ с режиссёром и сценаристом Нилом Израэлем.

## Биография и карьера
Пэт Профт родился в семье Роберта и Маргариты Профт, у него есть брат Джим. Свою карьеру он начал в середине 60-х годов, выступая в театре комедийных скетчей «Brave New Workshop», что расположен в Миннеаполисе. По словам Дадли Риггса, художественного руководителя этого театра, Профт обладал «лёгким и беззаботным подходом к материалу». Также Профт выступал на сцене театра «Chanhassen Dinner Theatres», находящегося в Шанхассене. В 1972 году Профт переехал в Лос-Анджелес, где стал выступать в клубе «Комедийный магазин», расположенном в Западном Голливуде. «Любой, кто проявил себя [в комедии], выступал на сцене этого клуба», — годами позже заявил Профт. Джим Абрахамс и братья Цукер, увидев несколько выступлений Профта в «Комедийном магазине», пригласили его присоединиться к их театральной труппе Kentucky Fried Theater, что в дальнейшем вылилось в продолжительное сотрудничество Профта с трио ЦАЦ в большом кино. Уже в титрах фильма «Аэроплан!», снятого Абрахамсом и Цукерами в 1980 году, авторы выражают Пэту Профту особую благодарность.
В начале своей ТВ-карьеры Профт писал сценарии к некоторым телевизионным и эстрадным комедийным шоу. Впервые он появился на телевидении в качестве регулярного участника шоу «The Burns and Schreiber Comedy Hour» (1973). В дальнейшем Профт неоднократно выступал в различных телевизионных шоу, однако деятельность ТВ-сценариста была для него более предпочтительной. К примеру, Профт работал над сценарием ситкома «Гнилое старое время» (1975), создателем которого был Мел Брукс. Кроме того, Профт принимал участие в написании сценария к телепрограмме «Ван Дайк и компания» (1976), которая была выдвинута на Дневную премию «Эмми» в номинации «Выдающийся сценарий развлекательной программы». Также он работал с Джимом Абрахамсом и братьями Цукер над сценарием к нескольким эпизодам телесериала «Полицейский отряд!» (1982).
После деятельности на телевидении Профт был полон опыта и решимости приступить к работе в большом кино. В 1984 году выходят два фильма, в которых Профт значился автором сценария, а именно, «Мальчишник» и кассово успешный фильм «Полицейская академия», породивший в дальнейшем 6 сиквелов, однако к ним Профт уже никакого отношения не имел. В работе над сценариями к обоим фильмам также принимал участие Нил Израэл, с которым Профт уже сотрудничал ранее в рамках некоторых ТВ-проектов.
Год спустя выходят два фильма, авторами сценария к которым вновь являются Пэт Профт и Нил Израэл. Речь идёт о фильмах «Настоящий гений» и «Надвигающееся насилие», однако они не имели такого большого успеха, как «Полицейская академия», по кассовым сборам уступив даже фильму «Мальчишник». Кроме того, Израэл стал уходить в режиссуру, что послужило длительному перерыву в его сотрудничестве с Профтом. Сам Профт берёт небольшую паузу на пару лет.
В 1988 году выходят два фильма, к которым Профт приложил руку. Одним из них является комедия ужасов «Везучка», чья сценарная составляющая целиком и полностью написана Профтом. Другим фильмом стал сольный режиссёрский дебют Дэвида Цукера «Голый пистолет», сценарий к которому Профт написал вместе с трио Цукер-Абрахамс-Цукер. Дебютный фильм старшего Цукера оказался вторым крупным успехом Профта после «Полицейской академии», кассовые сборы которых оказались практически сопоставимыми по размерам.
После очередного небольшого перерыва в пару лет Профт вновь возвращается к своей деятельности, участвуя как автор в написании сценариев к сиквелам «Голого пистолета», которыми являлись «Голый пистолет 2½: Запах страха» (1991) и «Голый пистолет 33⅓: Последний выпад» (1994). В то же время Профт помогает Джиму Абрахамсу писать сценарий к двум его фильмам: «Горячие головы!» (1991) и «Горячие головы! Часть вторая» (1993) — в создании которых Профт также участвовал на правах исполнительного продюсера. Кроме того, в тот период времени Профт успел стать автором сценария к фильму «Недоумки» (1992), который из-за размолвки авторов со студией, имел проблемы с выходом на большой экран, в результате чего получил низкие кассовые сборы. Чего не скажешь о двух продолжениях «Голого пистолета» и дилогии Абрахамса.
В 1995 году Профт принимает участие в написании сценария к фильму «Беспредел в средней школе», продюсером и автором сценария которого являлся Дэвид Цукер. Сам фильм вышел через год, имел весьма скромные кассовые сборы и в целом получил негативные отзывы после своего релиза. Следующая работа Профта в качестве сценариста вновь не снискала у публики большого успеха. Речь идёт о комедии «Мистер Магу», где в главной роли снялся Лесли Нильсен. Фильм вышел в 1997 году и имел ровно такие же кассовые сборы, как и предыдущий "провал" Профта — кинопародия «Беспредел в средней школе». Отзывы на сам фильм также оставляли желать лучшего.
Тем не менее, несмотря на предыдущие неудачные проекты, Профт решает попробовать себя непосредственно в киносъёмке и в 1998 году выпускает свой режиссёрский дебют «Без вины виноватый», сценарий которого был также полностью написан им самим. Главную роль в фильме вновь исполнил Лесли Нильсен. Комедия получила в целом негативные отзывы и, можно сказать, провалилась в прокате. После чего Профт взял длительный перерыв в 5 лет и больше уже к режиссуре не возвращался. Таким образом, «Без вины виноватый» оказался первым и единственным режиссёрским опытом Профта.
После довольно длительного перерыва Профту предлагают принять участие в написании сценария к фильму «Очень страшное кино 3», режиссёром которого являлся Дэвид Цукер. Профт вместе с Крэйгом Мазиным пишет сценарий, сам фильм выходит в 2003 году и имеет крупный успех, в результате чего Dimension Films принимает решение снять очередное продолжение серии. В сценаристы вновь были приглашены Мазин и Профт, также к ним присоединился давний коллега Профта по работе над дилогией «Горячие головы!» Джим Абрахамс. Фильм выходит в 2006 году, имеет у зрителей определённый успех, правда чуть меньший в сравнении с 3-й частью. Тем не менее он подталкивает авторов взяться за 5-ю часть франшизы. Однако съёмки «Очень страшное кино 5», запланированные ещё на 2008 год, постоянно откладывались и сам фильм вышел лишь в 2013 году, особого успеха у публики не снискав. Профт значился в нём автором сценария на пару с Дэвидом Цукером.
За время 7-летного перерыва между ОСК4 и ОСК5 Профт также успел принять участие в написании сценария к фильмам «Небольшое привидение» и «Мальчишник 2: Последнее искушение». Оба вышли в 2008 году. При работе над сценарием к сиквелу «Мальчишника» Профт вновь сотрудничал со своим давним коллегой Нилом Израэлем.

## Личная жизнь
В 1981 году Профт женился на американской актрисе Карен Филипп, у них есть сын Патрик Майкл Профт (род. 29.08.1968)

## Фильмография

### Кинематограф
| Год  | Название                            | Режиссёр | Сценарист | Продюсер       | Актёр | Роль             | Примечания                              |
| ---- | ----------------------------------- | -------- | --------- | -------------- | ----- | ---------------- | --------------------------------------- |
| 1976 | Туннелевидение                      |          |           |                | Да    | Шкипер           | Режиссёрский дебют Нила Израэла         |
| 1981 | Современные проблемы                |          |           |                | Да    | Метрдотель       |                                         |
| 1984 | Полицейская академия                |          | Да        |                |       |                  | Также автор сюжета                      |
| 1984 | Мальчишник                          |          | Да        |                | Да    | Кричащий мужчина |                                         |
| 1985 | Надвигающееся насилие               |          | Да        | Исполнительный |       |                  | Секретаршу в фильме сыграла жена Профта |
| 1985 | Настоящий гений                     |          | Да        |                |       |                  | Также автор сюжета                      |
| 1988 | Везучка                             |          | Да        | Исполнительный |       |                  |                                         |
| 1988 | Голый пистолет                      |          | Да        |                |       |                  |                                         |
| 1991 | Голый пистолет 2½: Запах страха     |          | Да        |                |       |                  |                                         |
| 1991 | Горячие головы!                     |          | Да        | Исполнительный | Да    | Лоуренс Липпс    |                                         |
| 1992 | Недоумки                            |          | Да        |                |       |                  |                                         |
| 1993 | Горячие головы! Часть вторая        |          | Да        | Исполнительный |       |                  |                                         |
| 1994 | Голый пистолет 33⅓: Последний выпад |          | Да        |                |       |                  |                                         |
| 1996 | Беспредел в средней школе           |          | Да        |                |       |                  |                                         |
| 1997 | Мистер Магу                         |          | Да        |                |       |                  |                                         |
| 1998 | Без вины виноватый                  | Да       | Да        | Да             | Да    | Ремонтник окон   |                                         |
| 2003 | Очень страшное кино 3               |          | Да        |                |       |                  |                                         |
| 2006 | Очень страшное кино 4               |          | Да        |                |       |                  |                                         |
| 2013 | Очень страшное кино 5               |          | Да        |                |       |                  |                                         |

### Телевидение
| Год  | Название                                             | Сценарист | Продюсер | Актёр | Роль                | Примечания                                                     |
| ---- | ---------------------------------------------------- | --------- | -------- | ----- | ------------------- | -------------------------------------------------------------- |
| 1973 | Час комедии Бёрнса и Шрайбера                        |           |          | Да    | Постоянный участник |                                                                |
| 1973 | Шоу Мерва Гриффина                                   |           |          | Да    | Сыграл самого себя  |                                                                |
| 1975 | Джоуи и папа                                         |           |          | Да    | Сыграл самого себя  | Телешоу Джоуи и Рэя Хизертон                                   |
| 1975 | Шоу братьев Смотерс                                  | Да        |          |       |                     | Телешоу Тома и Дика Смотерса; первый эпизод                    |
| 1975 | Шоу Джима Стаффорда                                  | Да        |          |       |                     | Телешоу; 5 эпизодов                                            |
| 1975 | Когда всё было гнилым                                | Да        |          | Да    | Крестьянин          | Ситком; 1 эпизод; также консультант по сюжетам (11 эпизодов)   |
| 1975 | Шер                                                  | Да        |          |       |                     | Телешоу Шер                                                    |
| 1975 | Рождественская вечеринка Боба Хоупа                  | Да        |          |       |                     | Телешоу                                                        |
| 1976 | Добро пожаловать назад, Коттер                       | Да        |          |       |                     | Ситком; 1 эпизод                                               |
| 1976 | Шоу Кэрол Бернетт                                    | Да        |          |       |                     | Телешоу; 4 эпизода                                             |
| 1976 | Ван Дайк и компания                                  | Да        |          | Да    | Сыграл самого себя  | Телешоу; сценарист 4-х эпизодов                                |
| 1977 | Фернвуд сегодня вечером                              | Да        |          |       |                     | Ситком; консультант по сценарию (5 эпизодов)                   |
| 1977 | Премия группы телекритиков                           | Да        |          |       |                     |                                                                |
| 1977 | 3 девушки 3                                          | Да        |          |       |                     | Телешоу; 3 эпизода                                             |
| 1977 | Редд Фокс                                            | Да        |          |       |                     | Телешоу; 1 эпизод                                              |
| 1978 | Ринго                                                | Да        |          |       |                     | Комедийный телефильм; первая сценарная работа с Нилом Израэлем |
| 1978 | Мэри                                                 | Да        |          |       |                     | Телешоу                                                        |
| 1978 | Звёздные войны: Праздничный спецвыпуск               | Да        |          |       |                     | Телефильм, основанный на вселенной «Звёздных войн»             |
| 1979 | Быстрые друзья                                       |           |          | Да    | Билл Оуэнс          | Телевизионная драма                                            |
| 1979 | Детективная школа                                    | Да        |          | Да    | Лео Фрик            | Ситком; 1 эпизод                                               |
| 1979 | Шампунь Психо                                        | Да        |          | Да    | Голос за кадром     | Пародийная реклама                                             |
| 1979 | Час Мэри Тайлер Мур                                  | Да        |          |       |                     | Телешоу-ситком; все эпизоды                                    |
| 1980 | Все рекламы... Шоу Стива Мартина                     | Да        |          | Да    | Сыграл самого себя  | Стендап                                                        |
| 1980 | Мари                                                 |           | Да       |       |                     | Телешоу                                                        |
| 1981 | Ультра викторина                                     | Да        |          |       |                     | Телешоу; автор специального материала                          |
| 1982 | Сумеречный театр                                     |           | Да       | Да    |                     | Телешоу                                                        |
| 1982 | Сеть новостей Гари Оуэнса Чепуха                     | Да        |          |       |                     | Телешоу                                                        |
| 1982 | Полицейский отряд!                                   | Да        |          |       |                     | Телесериал; также исполнительный консультант по сценариям      |
| 1984 | Американская школа                                   | Да        |          |       |                     | Пилотная серия                                                 |
| 1991 | Горячие головы: Создание важного фильма              |           |          | Да    | Сыграл самого себя  | Документальный фильм                                           |
| 1993 | Сердца «Горячих голов 2»: Извинения кинематографиста |           |          | Да    | Сыграл самого себя  | Документальный фильм                                           |
| 1998 | Без вины виноватый: короткометражка                  |           |          | Да    | Сыграл самого себя  | Документальный фильм                                           |
| 2008 | Мальчишник 2: Последнее искушение                    | Да        |          |       |                     | Фильм вышел сразу на носителях                                 |
| 2008 | Небольшое привидение                                 | Да        |          |       |                     | Фильм вышел сразу на носителях                                 |
| 2009 | Spike-Tacular Супер Дэйва                            | Да        |          |       |                     | Телешоу; все эпизоды                                           |

## Награды и номинации
| Год  | Премия                         | Фильм / Телешоу                  | Категория | Результат |
| ---- | ------------------------------ | -------------------------------- | --- | --------- |
| 1976 | Премия Гильдии сценаристов США | Шоу братьев Смотерс              | Оригинальный сценарий в эстрадном представлении                                                              | Номинация |
| 1977 | Прайм-таймовая премия «Эмми»   | Ван Дайк и компания              | Выдающийся сценарий в эстрадно-комедийном или музыкальном сериале                                            | Номинация |
| 1981 | Премия Гильдии сценаристов США | Все рекламы... Шоу Стива Мартина | Лучший сценарий в эстрадном, музыкальном или комедийном шоу                                                  | Победа    |
| 2003 | Премия Вонючий плохой фильм    | Очень страшное кино 3            | Худший сценарий для фильма, собравшего более 100 миллионов долларов с использованием голливудской математики | Номинация |